# デフォレスト・ケリー
ジャクソン・デフォレスト・ケリー（英: Jackson DeForest Kelley、1920年1月20日 - 1999年6月11日）は、アメリカ合衆国の俳優。「スタートレック」シリーズのドクター・マッコイ役で知られる。

## 無名時代
ジョージア州アトランタで生まれた。父はバプティスト教会牧師のアーネスト・デイビッド・ケリー。母はクララ・ケイシー。地元で著名な医者であったおじが助産した。
幼少期、教会の聖歌隊で歌いながら、歌うことの喜びと自らの歌の才能を見出した。ついに独唱を始め、アトランタのラジオ局WSBに出演するようになった。ラジオ出演の結果、パラマウント劇場のルー・フォーブズとその楽団との契約に至った。それが、デフォレスト・ケリーが芸能人であるということの楽しさを味わった最初の経験であった。
1943年3月10日から1946年1月28日まで、陸軍航空隊の志願兵として第二次世界大戦で戦った。カリフォルニア州ロングビーチでの延長滞在を終えた俳優としての仕事を積むために、以後の人生をカリフォルニア州で暮らそうと決意した。地元の劇場で案内係として働きながら貯蓄し、引っ越し費用として十分な金を貯めた。母親の激励を受ける一方で、父親の反対にあった。結局、ロングビーチに住むおじのケイシーの元に身を寄せた。カリフォルニアに来た海軍訓練映画の撮影中、パラマウントのスカウトに見出された。偶然にも、ケリーは元々医者のキャリアを積みたかったのである。

## 俳優として
デフォレスト・ケリーの最初の映画は、低予算長編映画の『Fear in the Night』であった。続いて脇役での仕事を得る。その多くが西部劇の映画とテレビドラマであった。映画は興行的ヒットを収め、ケリーは初めて全国的な有名人として大衆の目にとまるようになった。その後、『ハリウッド・アルバム』に出演し、主演男優としての名声を高めていく。数年後、ケリーと妻キャロリンはニューヨークに移り住むことを決めた。キャロリンはワーナー・ブラザース本社での仕事を見つけ、舞台での仕事とテレビの生放送番組での仕事を得た。しかし、ニューヨークで三年過ごした後、ケリー夫妻はハリウッドに戻った。そこで『You are There』の一話に出演した。このことがきっかけで、『OK牧場の決斗」でモーガン・アープを演じた。初めて大作で重要な役を与えられたのである。これがきっかけとなり、映画の申し出を三本受けた。
九年間主に悪役を演じ、その役に面白さと演じ甲斐を感じていた。テレビと映画どちらにも印象深い名声を築き上げていった。一つの型にはまることを恐れた映画『Where Love Has Gone』とテレビのパイロット番組『333 Montgomery』に出演し、それまでの型と違った役に挑んだ。後者は元警察官のジーン・ロッデンベリーが書いた作品であり、数年後、別のロッデンベリー作のパイロット番組『Police Story』に出演することになった。こちらもヒットしなかったが、これがきっかけとなり、スター・トレックに出演し、ドクター・マッコイ（レナード・マッコイ）として人々の記憶に残ることになった。1966年から1969年にかけて放送された「スタートレック・オリジナルシリーズ」（『宇宙大作戦』）にて、1979年から1991年にかけて製作された六本の映画版『スタートレック』にて、ドクター・マッコイを演じた。また『新スタートレック』第一話『デネブ星の法廷』（『未知への飛翔』）に転送装置の嫌いな退役提督役（暗にマッコイであると示していた）で出演した。
スタートレック出演後、ドクター・マッコイの印象が強く、他の役を演じる申し出が舞い込んでくることは実質的にないと分かった。テレビと映画に少し出演したが、引退したも同然であった。1990年代後半にTLC（テレビ局）のインタビューに答えた自分自身が最も心配していることの一つは、スタートレックの多くのエピソードの中でドクター・マッコイが口にしたキャッチフレーズ「死んだよ、ジム」が自分自身の墓石の銘に彫られてしまうのではないかという懸念であると述べた。趣味で詩を書き始め、「The Big Bird’s Dream」と「The Dream Goes On」という詩集を出版したが、そのシリーズを完結することはできなかった。カリフォルニア州ウッドランドヒルズで胃癌のため79歳でこの世を去ったからである。遺された妻キャロリンは2004年10月に亡くなった。「スタートレック・オリジナルシリーズ」の主な出演者の中で最初に死去した俳優となった。

## 主な出演作品

### 映画
| 公開年 | 邦題 原題                                                                       | 役名               | 備考 |
| ------ | ------------------------------------------------------------------------------- | ------------------ | ---- |
| 1947   | ハリウッド・アルバム Variety Girl                                               | ボブ・カービー     |      |
| 1948   | 大脱獄・恐怖の街 Cannon City                                                    | スモーリー         |      |
| 1955   | 法に叛く男 Illegal                                                              | エドワード         |      |
| 1957   | OK牧場の決斗 Gunfight at the O.K. Corral                                        | モーガン・アープ   |      |
| 1958   | ゴーストタウンの決斗 The Law and Jake Wade                                      | ウェクスラー       |      |
| 1959   | ワーロック Warlock                                                              | カーリー・バーン   |      |
| 1964   | 連邦保安官 Gunfight at Comanche Creek                                           | エイモス           |      |
| 1965   | 黒い拍車 Black Spurs                                                            | ネモ保安官         |      |
| 1979   | スタートレック Star Trek: The Motion Picture                                    | ドクター・マッコイ |      |
| 1982   | スタートレックII カーンの逆襲 Star Trek: The Wrath of Khan                      | ドクター・マッコイ |      |
| 1983   | スタートレックIII ミスター・スポックを探せ! Star Trek III: The Search for Spock | ドクター・マッコイ |      |
| 1986   | スタートレックIV 故郷への長い道 Star Trek IV: The Voyage Home                   | ドクター・マッコイ |      |
| 1989   | スタートレックV 新たなる未知へ Star Trek V: The Final Frontier                  | ドクター・マッコイ |      |
| 1991   | スタートレックVI 未知の世界 Star Trek VI: The Undiscovered Country              | ドクター・マッコイ |      |
| 1997   | トレッキーズ スター・トレック万歳! Trekkies                                     | -                  |      |

### テレビシリーズ
| 放映年    | 邦題 原題                                                  | 役名               | 備考     |
| --------- | ---------------------------------------------------------- | ------------------ | -------- |
| 1966-1969 | 宇宙大作戦 Star Trek                                       | ドクター・マッコイ |          |
| 1973-1974 | まんが宇宙大作戦 Star Trek (Star Trek the Animated Series) | ドクター・マッコイ | 声の出演 |

## 参照
1. ↑  劇中に名前は出てこないが、役名は「Admiral Leonard McCoy」（レナード・マッコイ提督）になっている。
2. ↑  IMDb Star Trek: The Next Generation "Encounter at Farpoint"